# Šahinovići (Kiseljak)
Pour les articles homonymes, voir Šahinovići.
Šahinovići (en cyrillique : Шахиновићи) est un village de Bosnie-Herzégovine. Il est situé dans la municipalité de Kiseljak, dans le canton de Bosnie centrale et dans la fédération de Bosnie-et-Herzégovine. Selon les premiers résultats du recensement bosnien de 2013, il abrite une population inférieur ou égale à 10 habitants.

## Démographie

### Évolution historique de la population
| 1948 | 1953 | 1961 | 1971 | 1981 | 1991 | 2013 |
| ---- | ---- | ---- | ---- | ---- | ---- | ---- |
| -    | -    | 87   | 78   | 78   | 56   | ≤ 10 |

|  |